# Loxodontomys pikumche
Loxodontomys pikumche és una espècies de rosegadors de la família dels cricètids. Només s'ha trobat al centre de Xile, on hi viu als matollars.